# Lipnica (Zagreb)
Lipnica is een plaats in de gemeente Zagreb in de Kroatische provincie Stad Zagreb. De plaats telt 213 inwoners (2001).